# 日米対抗ソフトボール

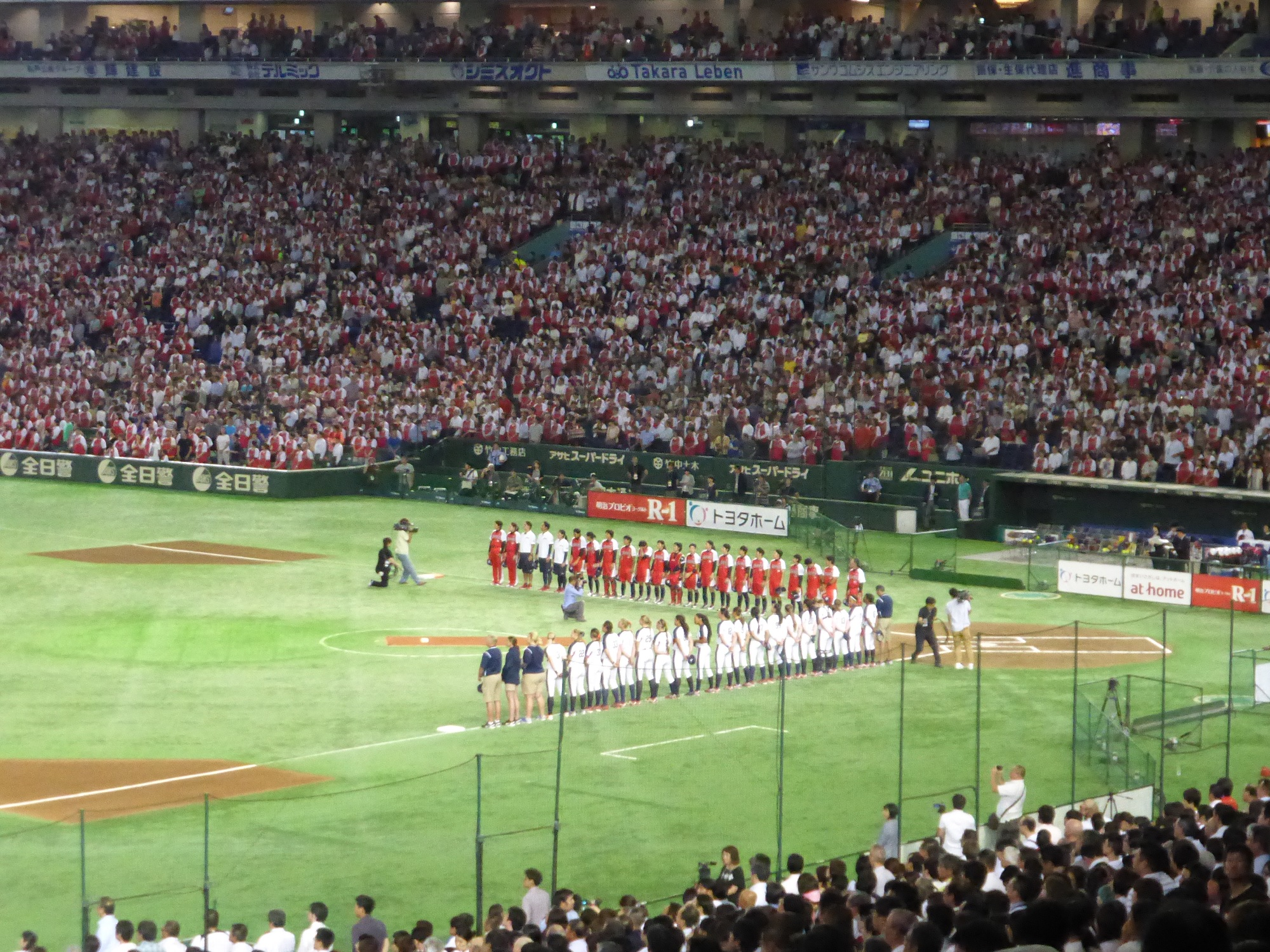
ソフトボール史上最多の3万人が観戦した開幕試合 (2016年6月23日 東京ドーム)

日米対抗ソフトボール（英: Japan–USA Softball All-Star Series）は、女子ソフトボールの日本代表とアメリカ代表が日本で対戦するシリーズ戦。日本ソフトボール協会・読売新聞社が主催。

## 概要
2008年の北京オリンピックを最後にソフトボールがオリンピック競技から除外されていた中、東京オリンピックでの競技復帰の機運を高めるため、『世界最高峰の戦い。』と銘打って、北京オリンピックの優勝国で当時世界選手権2連覇中（2012年・2014年）の現役世界王者であった日本代表と、過去にオリンピック3連覇（1996年・2000年・2004年）、世界選手権7連覇（1986年-2010年）を果たしている最強国アメリカ代表による対抗戦「日米対抗ソフトボール2016」の開催が企画された。
第1戦は2016年6月23日に東京ドームで実施された。東京ドームでソフトボールの国際試合が開催されるのは初めてのことで、世界のソフトボール史上初となる3万人（31,448人）の観客が詰めかけた。本大会の成功の後押しもあり、同年8月に開催された国際オリンピック委員会（IOC）総会で、2020年の東京オリンピックの追加種目として野球・ソフトボールの正式種目採用が承認された。
翌年以降も日米対抗ソフトボールは毎年恒例のイベントとして定着している。新型コロナウイルス感染拡大の影響により2020年と2021年は開催中止となったが、2022年から再開された。

## 大会規定
- 例年、第1戦から第3戦まで実施
- ベンチ入り選手 - 17人
- ホームラン競争 – 毎試合前に、両チームの代表選手によるホームラン競争を実施
- 国歌斉唱 - 毎試合前に日米両国の国歌を斉唱
- 延長戦 - 7回で決着が付かない場合は、8回以降はタイブレークを実施（決着が付くまで継続）

## 試合結果
| 大会 | 開催日                                   |                                          | スコア                                   |                                          | 責任投手                                 | 本塁打                                             | 会場                                     | 所在地                                   | 備考          |
| ---- | ---------------------------------------- | ---------------------------------------- | ---------------------------------------- | ---------------------------------------- | ---------------------------------------- | -------------------------------------------------- | ---------------------------------------- | ---------------------------------------- | ------------- |
| 2016 | 6月23日                                  | ○                                        | 5-1                                      | ●                                        | ○藤田倭 ●J.ムーア                        | 坂本令奈 -                                         | 東京ドーム                               | 東京都                                   | [ 4 ] [ 5 ]   |
| 2016 | 6月24日                                  | ○                                        | 2-0 (延長8回)                            | ●                                        | ○藤田倭 ●D.ゴーリー                      | -                                                  | シェルコムせんだい                       | 宮城県仙台市                             | [ 4 ] [ 5 ]   |
| 2016 | 6月25日                                  | ●                                        | 1-5                                      | ○                                        | ●山根佐由里 ○J.トレイナ                  | - V.アリオト                                       | シェルコムせんだい                       | 宮城県仙台市                             | [ 4 ] [ 5 ]   |
| 2017 | 6月23日                                  | ○                                        | 3-0                                      | ●                                        | ○藤田倭 ●D.ゴーリー                      | 洲鎌夏子 -                                         | シェルコムせんだい                       | 宮城県仙台市                             | [ 6 ] [ 7 ]   |
| 2017 | 6月24日                                  | ●                                        | 4-5                                      | ○                                        | ●泉礼花 ○D.オトゥール                    | - D.スポールディング、J.タケダ                     | シェルコムせんだい                       | 宮城県仙台市                             | [ 6 ] [ 7 ]   |
| 2017 | 6月25日                                  | ○                                        | 5-3                                      | ●                                        | ○中野花菜 ●A.カルダ                      | 山本優 V.アリオト、A.アギュラー                    | 横浜スタジアム                           | 神奈川県横浜市                           | [ 6 ] [ 7 ]   |
| 2018 | 6月20日                                  | ○                                        | 4-0                                      | ●                                        | ○上野由岐子 ●J.ムーア                    | 山本優 -                                           | 東京ドーム                               | 東京都                                   | [ 8 ] [ 9 ]   |
| 2018 | 6月21日                                  | ○                                        | 6-3                                      | ●                                        | ○藤田倭 ●D.ゴーリー                      | - C.ガノ、M.メルカード                             | シェルコムせんだい                       | 宮城県仙台市                             | [ 8 ] [ 9 ]   |
| 2018 | 6月23日                                  | ○                                        | 2-0                                      | ●                                        | ○藤田倭 ●C.フーバー                      | 山田恵里 -                                         | 福島県営あづま球場                       | 福島県福島市                             | [ 8 ] [ 9 ]   |
| 2019 | 6月22日                                  | ○                                        | 6-4                                      | ●                                        | ○勝股美咲 ●A.カルダ                      | 山本優、森さやか D.スポールディング                | シェルコムせんだい                       | 宮城県仙台市                             | [ 10 ] [ 11 ] |
| 2019 | 6月23日                                  | ●                                        | 2-7                                      | ○                                        | ●濱村ゆかり ○C.オスターマン              | -                                                  | シェルコムせんだい                       | 宮城県仙台市                             | [ 10 ] [ 11 ] |
| 2019 | 6月25日                                  | ○                                        | 1-0 (延長8回)                            | ●                                        | ○藤田倭 ●C.オスターマン                  | -                                                  | 東京ドーム                               | 東京都                                   | [ 10 ] [ 11 ] |
| 2020 | 新型コロナウイルス感染拡大により開催中止 | 新型コロナウイルス感染拡大により開催中止 | 新型コロナウイルス感染拡大により開催中止 | 新型コロナウイルス感染拡大により開催中止 | 新型コロナウイルス感染拡大により開催中止 | 新型コロナウイルス感染拡大により開催中止           | 新型コロナウイルス感染拡大により開催中止 | 新型コロナウイルス感染拡大により開催中止 |               |
| 2021 | 新型コロナウイルス感染拡大により開催中止 | 新型コロナウイルス感染拡大により開催中止 | 新型コロナウイルス感染拡大により開催中止 | 新型コロナウイルス感染拡大により開催中止 | 新型コロナウイルス感染拡大により開催中止 | 新型コロナウイルス感染拡大により開催中止           | 新型コロナウイルス感染拡大により開催中止 | 新型コロナウイルス感染拡大により開催中止 |               |
| 2022 | 8月6日                                   | ○                                        | 2-1                                      | ●                                        | ○後藤希友 ●M.ファライモ                  | 原田のどか -                                       | 福島県営あづま球場                       | 福島県福島市                             | [ 12 ] [ 13 ] |
| 2022 | 8月7日                                   | ●                                        | 2-3                                      | ○                                        | ●勝股美咲 ○M.ファライモ                  | 坂本結愛 B.クリングラー                            | 福島県営あづま球場                       | 福島県福島市                             | [ 12 ] [ 13 ] |
| 2022 | 8月8日                                   | ○                                        | 1-0                                      | ●                                        | ○後藤希友 ●M.ファライモ                  | -                                                  | 横浜スタジアム                           | 神奈川県横浜市                           | [ 12 ] [ 13 ] |
| 2023 | 8月4日                                   | ●                                        | 11-12 (延長8回)                          | ○                                        | ●三輪さくら ○N.キャナディー              | 塚本蛍、藤田倭 M.グラント②、J.カーニー、V.ケイグル | 絆スタジアム                             | 山口県岩国市                             | [ 14 ] [ 15 ] |
| 2023 | 8月6日                                   | ○                                        | 6-1                                      | ●                                        | ○後藤希友 ●A.ヴァウター                  | -                                                  | 福島県営あづま球場                       | 福島県福島市                             | [ 14 ] [ 15 ] |
| 2023 | 8月7日                                   | ○                                        | 1-0                                      | ●                                        | ○後藤希友 ●V.ケイグル                    | -                                                  | 横浜スタジアム                           | 神奈川県横浜市                           | [ 14 ] [ 15 ] |
| 2024 | 7月4日                                   | ○                                        | 1-0                                      | ●                                        | ○後藤希友 ●K.マックスウェル              | -                                                  | バンテリンドーム ナゴヤ                  | 愛知県名古屋市                           | [ 16 ] [ 17 ] |
| 2024 | 7月6日                                   | ○                                        | 9-5                                      | ●                                        | ○勝股美咲 ●L.キルフォイル                | - S.ウォーレス                                     | 富士山スタジアム                         | 静岡県富士宮市                           | [ 16 ] [ 17 ] |
| 2024 | 7月8日                                   | ○                                        | 8-1 (6回コールド)                        | ●                                        | ○三輪さくら ●N.キャナディー              | 下山絵理 S.ウォーレス                              | 横浜スタジアム                           | 神奈川県横浜市                           | [ 16 ] [ 17 ] |

## 日米インターナショナルマッチ
日米対抗ソフトボールに類似の大会として、2005年に「日米インターナショナルマッチ in 仙台」（毎日新聞社後援）が開催された実績がある。
2005年のジャパンカップ（7月29日-31日、神奈川県横浜市）の開催後、日本代表とアメリカ代表の2チームは場所を宮城県仙台市に移して、8月3日・4日の2日間にわたりシェルコムせんだいにて3連戦を実施した。結果はアメリカ代表の2勝1敗であった。